# Meccia (pista sciistica)
La Meccia è una pista da sci situata a Macugnaga, in Italia.

## Descrizione
La pista, di media difficoltà, scende dal Passo del Monte Moro, iniziando dove si trova la stazione di arrivo dello skilift San Pietro e terminando all'Alpe Bill, ove sorge la stazione intermedia della Funivia Macugnaga-Bill-Passo Moro. Il tracciato, di media difficoltà, si snoda in un vallone parallelo a quello dal quale risale la funivia, per questo scende in un paesaggio incontaminato e selvaggio, davanti alla parete est del Monte Rosa. Nel tratto finale la pista Meccia coincide con la pista Moro-Bill, che scende sempre dal Monte Moro, snodandosi, però, tra i pendii al di sotto della funivia.
Particolarità della pista è il fatto che, nonostante si trovi ad una quota elevata, venga aperta raramente. Il fondo irregolare e sassoso ed il forte vento che soffia sovente nel vallone, fanno sì che il tracciato resti spesso chiuso, talvolta per l'intera durata di una stagione invernale.